# Air India Limited
Air India Limited, até o outono de 2010 National Aviation Company of India Limited (NACIL), é a holding da Air India e da Indian Airlines, a companhia aérea de bandeira da Índia, com sede em Mumbai.
A companhia aérea foi formada em 27 de agosto de 2007, a partir da fusão das duas companhias aéreas estatais indianas, Air India e Indian Airlines. A empresa estatal agora opera apenas sob a marca Air India devido à popularidade do nome. A Indian Airlines foi totalmente integrada e não tem mais uma marca própria. Somente destinos domésticos e internacionais asiáticos são atendidos pelo nome Air India Express, a companhia aérea de baixo custo da Air India Limited.
A Air India Limited voa para destinos nacionais e internacionais, que são diferenciados de acordo com os códigos IATA AI e IC das companhias aéreas anteriormente independentes. Os voos da AI Code cobrem uma rede global de rotas de passageiros e carga, consistindo predominantemente em voos de longa distância para os EUA, Canadá, Europa, Oriente Médio e Extremo Oriente e Sudeste Asiático. Em contraste, os voos com código IC são voos de passageiros e de carga que operam em rotas internacionais nacionais e regionais, como para o Golfo, Oriente Médio, Sul da Ásia e Sudeste Asiático. Os serviços domésticos e internacionais da Air India Express para a Ásia têm códigos IX.
Em outubro de 2010, a empresa foi renomeada de National Aviation Company of India Limited para Air India Limited.
|                                 | Voos de código AI                                        | Voos com código IC                        |
| ------------------------------- | -------------------------------------------------------- | ----------------------------------------- |
| Voos por semana (aprox.)        | 435                                                      | 1500                                      |
| Partidas por semana (aprox.)    | 550                                                      | 2300                                      |
| Assentos disponíveis por semana | 100.000                                                  | 260.000                                   |
| Assentos vendidos por semana    | 62.000                                                   | 165.000                                   |
| frota                           | B747-400, B777-200LR, B777-200ER, B777-300ER, A310, A330 | A-321, A-320, B-319, CRJ, ATR, Beechcraft |
| Número de destinos de voos      | 11 destinos nacionais e 19 internacionais                | 61 destinos nacionais e 14 internacionais |